# Copa América 1993
Navigation
Chili 1991 Uruguay 1995
La Copa América 1993 est un tournoi de football qui s'est déroulé en Équateur du 15 juin au 4 juillet 1993 et a été organisé par la CONMEBOL.
Les participants sont les dix pays sud-américains (Argentine, Bolivie, Brésil, Chili, Colombie, Équateur, Paraguay, Pérou, Uruguay et Venezuela), auquel se rajoutent les États-Unis et le Mexique, nations invitées venant de la zone CONCACAF.
Les douze équipes sont réparties en trois groupes de quatre au premier tour. Les deux premiers de chaque groupe sont qualifiés pour les quarts de finale ainsi que les deux meilleurs troisièmes.
L'Argentine remporte le trophée pour la quatorzième fois et conserve son titre en battant le Mexique en finale (2-1).

## Premier tour

### Groupe A
| Classement final |            |     |   |   |   |   |    |    |      |
|                  | Équipe     | Pts | J | G | N | P | BP | BC | Diff |
| 1                | Équateur   | 6   | 3 | 3 | 0 | 0 | 10 | 2  | +8   |
| 2                | Uruguay    | 3   | 3 | 1 | 1 | 1 | 4  | 4  | 0    |
| 3                | Venezuela  | 2   | 3 | 0 | 2 | 1 | 6  | 11 | -5   |
| 4                | États-Unis | 1   | 3 | 0 | 1 | 2 | 3  | 6  | -3   |

| 15 juin | Équateur  | 6 | 1 | Venezuela  |
| 16 juin | Uruguay   | 1 | 0 | États-Unis |
| 19 juin | Uruguay   | 2 | 2 | Venezuela  |
| 19 juin | Équateur  | 2 | 0 | États-Unis |
| 22 juin | Venezuela | 3 | 3 | États-Unis |
| 22 juin | Équateur  | 2 | 1 | Uruguay    |

| 15 juin 1993 | Équateur                                                                     | 6 – 1   | Venezuela                    | Estadio Olímpico Atahualpa (Quito)                        |                                                           |
|              | Muñoz 19e · Noriega 32e · Fernández 57e, 81e · E. Hurtado 65e · Aguinaga 84e | (2 - 0) | Dolgetta 79e · C. García 62e | Spectateurs : 45 000 Arbitrage : Francisco Oscar Lamolina | Spectateurs : 45 000 Arbitrage : Francisco Oscar Lamolina |

| 16 juin 1993 | Uruguay      | 1 – 0   | États-Unis | Estadio Bellavista (Ambato)                             |                                                         |
|              | Ostolaza 50e | (0 - 0) |            | Spectateurs : 25 000 Arbitrage : Alberto Tejada Noriega | Spectateurs : 25 000 Arbitrage : Alberto Tejada Noriega |

| 19 juin 1993 | Uruguay                      | 2 – 2   | Venezuela                | Estadio Bellavista (Ambato)                 |                                             |
|              | Saralegui 23e · Kanapkis 79e | (1 - 1) | Dolgetta 10e · Rivas 72e | Spectateurs : 15 000 Arbitrage : Pablo Peña | Spectateurs : 15 000 Arbitrage : Pablo Peña |

| 19 juin 1993 | Équateur                    | 2 – 0   | États-Unis | Estadio Olímpico Atahualpa (Quito)             |                                                |
|              | Avilés 11e · E. Hurtado 35e | (2 - 0) |            | Spectateurs : 45 000 Arbitrage : Iván Guerrero | Spectateurs : 45 000 Arbitrage : Iván Guerrero |

| 22 juin 1993 | Venezuela                                     | 3 – 3   | États-Unis                              | Estadio Olímpico Atahualpa (Quito)                      |                                                         |
|              | Dolgetta 68e, 80e · Echenausi 89e · Rivas 84e | (0 - 2) | Henderson 20e · Lalas 37e · Kinnear 51e | Spectateurs : 45 000 Arbitrage : Alberto Tejada Noriega | Spectateurs : 45 000 Arbitrage : Alberto Tejada Noriega |

| 22 juin 1993 | Équateur                  | 2 – 1   | Uruguay      | Estadio Olímpico Atahualpa (Quito)                        |                                                           |
|              | Avilés 28e · Aguinaga 87e | (1 - 0) | Kanapkis 64e | Spectateurs : 45 000 Arbitrage : Francisco Oscar Lamolina | Spectateurs : 45 000 Arbitrage : Francisco Oscar Lamolina |

### Groupe B
| Classement final |          |     |   |   |   |   |    |    |      |
|                  | Équipe   | Pts | J | G | N | P | BP | BC | Diff |
| 1                | Pérou    | 4   | 3 | 1 | 2 | 0 | 2  | 1  | +1   |
| 2                | Brésil   | 3   | 3 | 1 | 1 | 1 | 5  | 3  | +2   |
| 3                | Paraguay | 3   | 3 | 1 | 1 | 1 | 2  | 4  | -2   |
| 4                | Chili    | 2   | 3 | 1 | 0 | 2 | 3  | 4  | -1   |

| 18 juin | Paraguay | 1 | 0 | Chili    |
| 18 juin | Brésil   | 0 | 0 | Pérou    |
| 21 juin | Paraguay | 1 | 1 | Pérou    |
| 21 juin | Chili    | 3 | 2 | Brésil   |
| 24 juin | Pérou    | 1 | 0 | Chili    |
| 24 juin | Brésil   | 3 | 0 | Paraguay |

| 18 juin 1993 | Paraguay                  | 1 – 0   | Chili      | Estadio Alejandro Serrano Aguilar (Cuenca)          |                                                     |
|              | Cabañas 6e · Sanabria 89e | (1 - 0) | Margas 81e | Spectateurs : 20 000 Arbitrage : José Torres Cadena | Spectateurs : 20 000 Arbitrage : José Torres Cadena |

| 18 juin 1993 | Brésil | 0 – 0   | Pérou | Estadio Alejandro Serrano Aguilar (Cuenca)            |                                                       |
|              |        | (0 - 0) |       | Spectateurs : 20 000 Arbitrage : Arturo Brizio Carter | Spectateurs : 20 000 Arbitrage : Arturo Brizio Carter |

| 21 juin 1993 | Paraguay   | 1 – 1   | Pérou         | Estadio Alejandro Serrano Aguilar (Cuenca)     |                                                |
|              | Monzón 37e | (1 - 0) | Del Solar 77e | Spectateurs : 20 000 Arbitrage : Angel Guevara | Spectateurs : 20 000 Arbitrage : Angel Guevara |

| 21 juin 1993 | Chili                          | 3 – 2   | Brésil                           | Estadio Alejandro Serrano Aguilar (Cuenca)     |                                                |
|              | Sierra 37e · Zambrano 51e, 59e | (1 - 1) | Müller 36e · Palhinha 55e (pen.) | Spectateurs : 23 000 Arbitrage : Alfredo Rodas | Spectateurs : 23 000 Arbitrage : Alfredo Rodas |

| 24 juin 1993 | Pérou                | 1 – 0   | Chili | Estadio Alejandro Serrano Aguilar (Cuenca)          |                                                     |
|              | Del Solar 14e (pen.) | (1 - 0) |       | Spectateurs : 20 000 Arbitrage : José Torres Cadena | Spectateurs : 20 000 Arbitrage : José Torres Cadena |

| 24 juin 1993 | Brésil                                              | 3 – 0   | Paraguay | Estadio Alejandro Serrano Aguilar (Cuenca)            |                                                       |
|              | Palhinha 15e, 72e · Edmundo 62e · César Sampaio 86e | (1 - 0) |          | Spectateurs : 20 000 Arbitrage : Arturo Brizio Carter | Spectateurs : 20 000 Arbitrage : Arturo Brizio Carter |

### Groupe C
| Classement final |           |     |   |   |   |   |    |    |      |
|                  | Équipe    | Pts | J | G | N | P | BP | BC | Diff |
| 1                | Colombie  | 4   | 3 | 1 | 2 | 0 | 4  | 3  | +1   |
| 2                | Argentine | 4   | 3 | 1 | 2 | 0 | 3  | 2  | +1   |
| 3                | Mexique   | 2   | 3 | 0 | 2 | 1 | 2  | 3  | -1   |
| 4                | Bolivie   | 2   | 3 | 0 | 2 | 1 | 1  | 2  | -1   |

| 16 juin | Colombie  | 2 | 1 | Mexique  |
| 17 juin | Argentine | 1 | 0 | Bolivie  |
| 20 juin | Argentine | 1 | 1 | Mexique  |
| 20 juin | Colombie  | 1 | 1 | Bolivie  |
| 23 juin | Mexique   | 0 | 0 | Bolivie  |
| 23 juin | Argentine | 1 | 1 | Colombie |

| 16 juin 1993 | Colombie                       | 2 – 1   | Mexique   | Estadio 9 de Mayo (Machala)                   |                                               |
|              | Valencia 35e · Aristizábal 87e | (1 - 0) | Alves 57e | Spectateurs : 20 000 Arbitrage : Jorge Nieves | Spectateurs : 20 000 Arbitrage : Jorge Nieves |

| 17 juin 1993 | Argentine     | 1 – 0   | Bolivie | Stade George Capwell (Guayaquil)                |                                                 |
|              | Batistuta 53e | (0 - 0) |         | Spectateurs : 16 000 Arbitrage : Arturo Angeles | Spectateurs : 16 000 Arbitrage : Arturo Angeles |

| 20 juin 1993 | Argentine   | 1 – 1   | Mexique    | Stade George Capwell (Guayaquil)                        |                                                         |
|              | Ruggeri 28e | (1 - 1) | Patiño 14e | Spectateurs : 16 000 Arbitrage : Juan Francisco Escobar | Spectateurs : 16 000 Arbitrage : Juan Francisco Escobar |

| 20 juin 1993 | Colombie            | 1 – 1   | Bolivie        | Estadio 9 de Mayo (Machala)                                |                                                            |
|              | Maturana 18e (pen.) | (1 - 1) | Etcheverry 14e | Spectateurs : 11 000 Arbitrage : Márcio Rezende de Freitas | Spectateurs : 11 000 Arbitrage : Márcio Rezende de Freitas |

| 23 juin 1993 | Mexique | 0 – 0   | Bolivie | Estadio Reales Tamarindos (Portoviejo)        |                                               |
|              |         | (0 - 0) |         | Spectateurs : 20 000 Arbitrage : Jorge Nieves | Spectateurs : 20 000 Arbitrage : Jorge Nieves |

| 23 juin 1993 | Argentine                | 1 – 1   | Colombie               | Monumental (Guayaquil)                                     |                                                            |
|              | Simeone 2e · Redondo 49e | (1 - 1) | Rincón 5e · Rincón 49e | Spectateurs : 45 000 Arbitrage : Márcio Rezende de Freitas | Spectateurs : 45 000 Arbitrage : Márcio Rezende de Freitas |

## Quarts de finale
| 26 juin 1993 | Équateur                                        | 3 – 0 | Paraguay | Estadio Olímpico Atahualpa (Quito)                         |                                                            |
| | E. Hurtado 33e · Ramírez 43e (csc) · Avilés 81e | (2 - 0) |          | Spectateurs : 45 000 Arbitrage : Márcio Rezende de Freitas | Spectateurs : 45 000 Arbitrage : Márcio Rezende de Freitas |
| Mendoza - Montanero, Noriega, Capurro, Muñoz - Carabalí, Carcelén, Aguinaga ( Gavica), Fernández ( I. Hurtado) - E. Hurtado, Avilés | Équipes                                         | Chilavert - Barrios, Ramírez, Ayala, Suárez - Sotelo ( Acuña), Struway ( 51e), Sanabria, Monzón ( González) - Nunes, Cabañas |          | Spectateurs : 45 000 Arbitrage : Márcio Rezende de Freitas | Spectateurs : 45 000 Arbitrage : Márcio Rezende de Freitas |

| 26 juin 1993 | Colombie          | 1 – 1 a.p. | Uruguay       | Monumental (Guayaquil)                                  |                                                         |
| | Perea 88e         | (0 - 0) | Saralegui 63e | Spectateurs : 10 000 Arbitrage : Juan Francisco Escobar | Spectateurs : 10 000 Arbitrage : Juan Francisco Escobar |
| · Asprilla · Mendoza · Valderrama · W. Pérez · Valencia                                                                                | Tirs au but 5 - 3 | · Peletti · Saralegui · Moas · Siboldi ·                                                                                 |               | Spectateurs : 10 000 Arbitrage : Juan Francisco Escobar | Spectateurs : 10 000 Arbitrage : Juan Francisco Escobar |
| Córdoba - Herrera, Mendoza, Perea, W. Pérez - Gómez ( 46e Lozano), Álvarez, García, Valderrama - Aristizábal ( 55e Asprilla), Valencia | Équipes           | Siboldi - Cabrera, Sánchez, Kanapkis, De los Santos - Moas, Ostolaza, Morán, Saralegui - Guerra ( 57e Da Silva), Peletti |               | Spectateurs : 10 000 Arbitrage : Juan Francisco Escobar | Spectateurs : 10 000 Arbitrage : Juan Francisco Escobar |

| 27 juin 1993 | Argentine         | 1 – 1 a.p. | Brésil     | Monumental (Guayaquil)                                  |                                                         |
| | Rodríguez 69e     | (0 - 1) | Müller 37e | Spectateurs : 25 000 Arbitrage : Alberto Tejada Noriega | Spectateurs : 25 000 Arbitrage : Alberto Tejada Noriega |
| · Gorosito · Simeone · Rodríguez · Acosta · Medina Bello · Borelli                                                                                      | Tirs au but 6 - 5 | · Zinho · Cafu · Müller · Roberto Carlos · Luisinho · Boiadeiro ·                                                                            |            | Spectateurs : 25 000 Arbitrage : Alberto Tejada Noriega | Spectateurs : 25 000 Arbitrage : Alberto Tejada Noriega |
| Goycochea - F. Basualdo, Ruggeri, Borelli, Altamirano - Zapata, Simeone, J. Basualdo ( 54e Rodríguez), Gorosito - Batistuta ( 62e Acosta), Medina Bello | Équipes           | Zetti - Cafu, Antônio Carlos, Válber, Roberto Carlos - Boiadeiro, Luisinho, Palhinha ( 71e Marquinhos), Zinho - Edmundo ( 71e Almir), Müller |            | Spectateurs : 25 000 Arbitrage : Alberto Tejada Noriega | Spectateurs : 25 000 Arbitrage : Alberto Tejada Noriega |

| 27 juin 1993 | Mexique                                              | 4 – 2 | Pérou                              | Estadio Olímpico Atahualpa (Quito)             |                                                |
| | García Aspe 22e (pen.), 44e · Alves 43e · Patiño 49e | (3 - 0) | Del Solar 55e (pen.) · Reynoso 82e | Spectateurs : 35 000 Arbitrage : Iván Guerrero | Spectateurs : 35 000 Arbitrage : Iván Guerrero |
| Campos - Ramírez, Suárez, Ramírez Perales, Gutiérrez - Patiño ( 69e Flores), Ambríz, García Aspe, Galindo ( 68e L. García) - Sánchez, Alves | Équipes                                              | Miranda - Charún, Reynoso, Soto, Olivares - Barco, Del Solar, Martínez ( 46e Palacios), Zegarra - Rivera, Maestri ( 53e Carty) |                                    | Spectateurs : 35 000 Arbitrage : Iván Guerrero | Spectateurs : 35 000 Arbitrage : Iván Guerrero |

## Demi-finales
| 30 juin 1993 | Mexique                   | 2 – 0 | Équateur | Estadio Olímpico Atahualpa (Quito)                      |                                                         |
| | Sánchez 23e · Ramírez 54e | (1 - 0) |          | Spectateurs : 45 000 Arbitrage : Alberto Tejada Noriega | Spectateurs : 45 000 Arbitrage : Alberto Tejada Noriega |
| Campos - Ramírez, Suárez, Ramírez Perales, Gutiérrez - Patiño ( 65e Flores), Ambríz, García Aspe, Galindo ( 57e Herrera) - Sánchez, Alves | Équipes                   | Espinoza - I. Hurtado, Noriega, Capurro, Muñoz - Carabalí, Carcelén, Aguinaga, Fernández ( 68e Gavica) - E. Hurtado, Avilés ( 55e Chalá) |          | Spectateurs : 45 000 Arbitrage : Alberto Tejada Noriega | Spectateurs : 45 000 Arbitrage : Alberto Tejada Noriega |

| 1er juillet 1993 | Argentine         | 0 – 0 a.p. | Colombie | Monumental (Guayaquil)                        |                                               |
| |                   | (0 - 0) |          | Spectateurs : 15 000 Arbitrage : Jorge Nieves | Spectateurs : 15 000 Arbitrage : Jorge Nieves |
| · Gorosito · Batistuta · Simeone · Rodríguez · Acosta · Borelli                                                                                | Tirs au but 6 - 5 | · Rincón · Asprilla · Mendoza · W. Pérez · Valderrama · Aristizábal ·                                           |          | Spectateurs : 15 000 Arbitrage : Jorge Nieves | Spectateurs : 15 000 Arbitrage : Jorge Nieves |
| Goycochea - F. Basualdo, Ruggeri ( 46e Cáceres), Borelli, Altamirano - Zapata ( 69e Rodríguez), Simeone, Redondo, Gorosito - Batistuta, Acosta | Équipes           | Córdoba - Herrera, Mendoza, Perea ( 65e), W. Pérez - Gómez, Álvarez, Rincón, Valderrama - Aristizábal, Asprilla |          | Spectateurs : 15 000 Arbitrage : Jorge Nieves | Spectateurs : 15 000 Arbitrage : Jorge Nieves |

## Match pour la troisième place
| 3 juillet 1993 | Colombie     | 1 – 0 | Équateur | Estadio Reales Tamarindos (Portoviejo)           |                                                  |
| | Valencia 86e | (0 - 0) |          | Spectateurs : 18 000 Arbitrage : Alvaro Arboleda | Spectateurs : 18 000 Arbitrage : Alvaro Arboleda |
| Córdoba - Herrera, Mendoza, Cortés, W. Pérez - Gómez, Álvarez ( 73e García), Rincón, Valderrama - Aristizábal ( 46e Valencia), Asprilla | Équipes      | Espinoza - Montanero, Noriega, Capurro, Muñoz - Carabalí, Carcelén, Aguinaga, Fernández ( 64e B. Tenorio) - E. Hurtado ( 61e Chalá), Avilés |          | Spectateurs : 18 000 Arbitrage : Alvaro Arboleda | Spectateurs : 18 000 Arbitrage : Alvaro Arboleda |

## Finale
| 4 juillet 1993 | Argentine          | 2 – 1 | Mexique            | Monumental (Guayaquil)                                     |                                                            |
| | Batistuta 63e, 74e | (0 - 0) | Galindo 67e (pen.) | Spectateurs : 40 000 Arbitrage : Márcio Rezende de Freitas | Spectateurs : 40 000 Arbitrage : Márcio Rezende de Freitas |
| Goycochea - F. Basualdo, Ruggeri ( 40e Cáceres), Borelli, Altamirano - Zapata, Simeone, Redondo, Gorosito ( 64e Rodríguez) - Batistuta, Acosta · Entraîneur : Alfio Basile | Équipes            | Campos - Ramírez, Suárez, Ramírez Perales, Gutiérrez ( 79e Flores) - Patiño ( 46e L. García), Ambríz, García Aspe, Galindo - Sánchez, Alves · Entraîneur : Miguel Mejía Barón |                    | Spectateurs : 40 000 Arbitrage : Márcio Rezende de Freitas | Spectateurs : 40 000 Arbitrage : Márcio Rezende de Freitas |

| Copa América 1993 - Vainqueur Argentine 14e titre |

## Meilleurs buteurs
4 buts
- José Luis Dolgetta

3 buts
- Gabriel Batistuta
- Palhinha
- Ney Raúl Avilés
- Eduardo Hurtado
- José del Solar